# Canoa/kayak ai Giochi della XXX Olimpiade - K2 1000 metri maschile
La gara di velocità K2, 1000 metri, per Londra 2012 si è svolta al Dorney Lake dal 6 all'8 agosto 2012.

## Regolamento della competizione
La competizione prevede batterie di qualificazione, due semifinali e due finali. I vincitori delle batterie di qualificazione accedono direttamente alla finale A, mentre gli altri equipaggi vengono ammessi alle semifinali. I primi tre equipaggi delle semifinali accedono poi alla finale A, nel corso della quale si compete per le medaglie. Gli equipaggi rimanenti vengono ammessi alla finale B al solo scopo di definire i piazzamenti.

## Programma
| Data                    | Ora         | Round               |
| ----------------------- | ----------- | ------------------- |
| Lunedì 6 agosto 2012    | 10:18 11:30 | Batterie Semifinali |
| Mercoledì 8 agosto 2012 | 10:16       | Finali              |

## Risultati

### Batterie

#### Batteria 1
| Pos. | Atleta                                  | Paese      | Tempo    | Note |
| ---- | --------------------------------------- | ---------- | -------- | ---- |
| 1    | Martin Hollstein Andreas Ihle           | Germania   | 3'15"263 | Q    |
| 2    | Dave Smith Ken Wallace                  | Australia  | 3'19"073 |      |
| 3    | Peter Gelle Erik Vlček                  | Slovacchia | 3'19"571 |      |
| 4    | Olivier Cauwenbergh Laurens Pannecoucke | Belgio     | 3'24"304 |      |
| 5    | Alexey Dergunov Yevgeniy Alexeyev       | Kazakistan | 3'32"176 |      |
| 6    | Ryan Cochrane Hugues Fournel            | Canada     | 34"254   |      |

#### Batteria 2
| Pos. | Atleta                            | Paese         | Tempo    | Note |
| ---- | --------------------------------- | ------------- | -------- | ---- |
| 1    | Rudolf Dombi Roland Kökény        | Ungheria      | 3'11"393 | Q    |
| 2    | Fernando Pimenta Emanuel Silva    | Portogallo    | 3'13"710 |      |
| 3    | Markus Oscarsson Henrik Nilsson   | Svezia        | 3'16"590 |      |
| 4    | Darryl Fitzgerald Steven Ferguson | Nuova Zelanda | 3'16"608 |      |
| 5    | Kim Wraae Emil Staer              | Danimarca     | 3'17"020 |      |
| 6    | Il'ja Medvedev Anton Rjachov      | Russia        | 3'21"086 |      |

### Semifinali

#### Semifinale 1
| Pos. | Atleta                            | Paese         | Tempo    | Note |
| ---- | --------------------------------- | ------------- | -------- | ---- |
| 1    | Markus Oscarsson Henrik Nilsson   | Svezia        | 3'13"125 | Q    |
| 2    | Dave Smith Ken Wallace            | Australia     | 3'13"239 | Q    |
| 3    | Darryl Fitzgerald Steven Ferguson | Nuova Zelanda | 3'15"307 | Q    |
| 4    | Alexey Dergunov Yevgeniy Alexeyev | Kazakistan    | 3'17"788 |      |
| 5    | Ryan Cochrane Hugues Fournel      | Canada        | 3'17"020 |      |

#### Semifinale 2
| Pos. | Atleta                                  | Paese      | Tempo    | Note |
| ---- | --------------------------------------- | ---------- | -------- | ---- |
| 1    | Peter Gelle Erik Vlček                  | Slovacchia | 3'12"690 | Q    |
| 2    | Il'ja Medvedev Anton Rjachov            | Russia     | 3'12"901 | Q    |
| 3    | Fernando Pimenta Emanuel Silva          | Portogallo | 3'14"017 | Q    |
| 4    | Kim Wraae Emil Staer                    | Danimarca  | 3'15"580 |      |
| 5    | Olivier Cauwenbergh Laurens Pannecoucke | Belgio     | 3'15"655 |      |

### Finali

#### Finale B
| Pos. | Atleta                                  | Paese      | Tempo    | Note |
| ---- | --------------------------------------- | ---------- | -------- | ---- |
| 1    | Kim Wraae Emil Staer                    | Danimarca  | 3'12"820 |      |
| 2    | Olivier Cauwenbergh Laurens Pannecoucke | Belgio     | 3'13"298 |      |
| 3    | Alexey Dergunov Yevgeniy Alexeyev       | Kazakistan | 3'14"867 |      |
| 4    | Ryan Cochrane Hugues Fournel            | Canada     | 3'18"550 |      |

#### Finale A
| Pos. | Atleta                            | Paese         | Tempo    | Note |
| ---- | --------------------------------- | ------------- | -------- | ---- |
|      | Rudolf Dombi Roland Kökény        | Ungheria      | 3'09"646 |      |
|      | Fernando Pimenta Emanuel Silva    | Portogallo    | 3'09"699 |      |
|      | Martin Hollstein Andreas Ihle     | Germania      | 3'10"117 |      |
| 4    | Dave Smith Ken Wallace            | Australia     | 3'11"456 |      |
| 5    | Markus Oscarsson Henrik Nilsson   | Svezia        | 3'11"803 |      |
| 6    | Il'ja Medvedev Anton Rjachov      | Russia        | 3'12"047 |      |
| 7    | Darryl Fitzgerald Steven Ferguson | Nuova Zelanda | 3'12"117 |      |
| 8    | Peter Gelle Erik Vlček            | Slovacchia    | 3'12"519 |      |